# Amastus pseudocollaris
Amastus pseudocollaris là một loài bướm đêm thuộc phân họ Arctiinae, họ Erebidae.